# Bajo Vinalopó
El Bajo Vinalopó (en valenciano, Baix Vinalopó) es una comarca de la Comunidad Valenciana (España) situada en la costa sur de la provincia de Alicante. Su capital tradicional y su localidad más importante es la ciudad de Elche.

## Municipios
| Municipio   | Población (2024) | Superficie | Densidad |
| ----------- | ---------------- | ---------- | -------- |
| Elche       | 243 128          | 326,07     | 719,98   |
| Santa Pola  | 37 816           | 58,60      | 568,31   |
| Crevillente | 30 191           | 103,30     | 285,92   |
| Total       | 311135           | 487,97     | 609,88   |

## Geografía
El Bajo Vinalopó comprende las tierras, como su nombre indica, del curso bajo del río Vinalopó. La mayor parte de la comarca está formada por una gran llanura, que sólo se ve accidentada por la Sierra de Crevillente, y por el Cabo de Santa Pola. Pese a ser una amplia comarca, su territorio está solo dividido en tres municipios: Elche, Santa Pola y Crevillente.
El interior está formado por una gran llanura formada por el Valle del Vinalopó, que está rodeada por las sierras al norte y noroeste. Al este, la línea de costa es baja y arenosa, con playas de arenas finas, y formaciones de dunas. Hay excepciones, como es el caso del Cabo de Santa Pola, donde hay un abrupto promontorio donde se sitúa un faro. La franja costera tiene unos 30 km de longitud, comprendidos entre Agua Amarga y la desembocadura del Segura.
En esta comarca también se encuentran unas marismas, declaradas Parques Naturales, como las Salinas de Santa Pola, o El Hondo de Elche-Crevillente, así como el Clot de Galvany.
La temperatura media anual es 18 °C y la precipitación media anual es 280 mm.

## Actividad y economía
El Bajo Vinalopó es una comarca dinámica, la cual se dedica a diferentes ámbitos económicos. En el sector primario, la agricultura siempre ha tenido una importancia grande, ya que el campo de Elche-Crevillente ha sido ampliamente trabajado en huertas y cultivos. Por su lado, Santa Pola sigue siendo hoy en día uno de los primeros puertos pesqueros españoles.
La industria es también muy importante, en Crevillente se ha desarrollado mucho la industria de la alfombra, llegando a otorgársele una denominación de origen. Elche, por su parte, comparte con otras ciudades del Vinalopó la capitalidad española de las industrias del calzado.
El turismo viene ocupando un amplio sector económico desde hace décadas. El desarrollo de esta actividad, principalmente a Santa Pola, ha ido atrayendo numerosos visitantes y residentes a la zona. Además, han ido experimentando crecimiento los núcleos costeros ilicitanos de Arenales del Sol y La Marina. 
Además, la ciudad de Elche debido a su carácter comercial en primer lugar y su carácter cultural, está ofreciendo productos turísticos distintos al de sol y playa que predomina en la costa. Refiriéndonos a su carácter comercial, se está desarrollando por una parte un turismo de shopping, que atraen a la ciudad a vecinos de las comarcas colindantes de la Vega Baja y del Medio Vinalopó para realizar compras en los distintos centros comerciales con los que cuenta la ciudad. 
Otro tipo de turismo asociado a lo comercial que está empezando a gestarse en la ciudad es el del turismo de congresos, debido en gran medida tanto a las ferias de la Institución Ferial Alicantina (que se encuentra en Torrellano) y a los congresos que se realizan en el centro de congresos de la ciudad, que está en pleno centro de la misma.
En lo que a turismo cultural se refiere, la ciudad de Elche cuenta con 3 patrimonios de la Humanidad en categorías distintas, como son el Misterio de Elche, El Palmeral y el Museo de Puzol, lo que la convierte en una de las capitales culturales de la Comunidad Valenciana. Otro reclamo turístico cultural podría ser la Dama de Elche, que en la actualidad se está estudiando su cesión temporal desde el Museo Arqueológico Nacional a la ciudad, lo que permitiría a Elche compartir con Jaén la capitalidad mundial del Arte ibérico. 
Asimismo, el aeropuerto de Alicante-Elche se encuentra en esta comarca dentro del término municipal de Elche, siendo el quinto aeropuerto español en volumen de pasajeros por año.

## Lengua
La comarca se encuentra ubicada dentro de la zona de predominio lingüístico oficial valenciano. El español es de uso común, lengua que es cooficial en todo el territorio de la Comunidad Valenciana.

## Delimitaciones históricas
La comarca del Bajo Vinalopó es de creación moderna (en el año 1989). Emili Beüt, en su libro "Comarques naturals del Regne de València" publicado en el año 1934, la incluyó en la histórica Huerta de Alicante (juntamente con Guardamar del Segura).